# Медова ніч
«Медова ніч» (мак. Медена ноќ) — македонський політичний фільм-трилер, знятий Іво Трайковим. Прем'єра стрічки відбулась 17 квітня 2015 року на кінофестивалі у Скоп'є. Фільм був висунутий Македонією на премію «Оскар-2016» у номінації «найкращий фільм іноземною мовою». Стрічка натхненна чеським фільмом «Вухо», який був заборонений комуністичною  владою до 1990 року, і розповідає про одну ніч з життя заступника міністра Ніколи і його дружини Анни, яка припадає на День незалежності Македонії та 10-річчя подружжя.

## Сюжет
Скоп'є, початок дев'яностих років. У ніч Дня незалежності Македонії та 10-річчя подружжя Ніколи та Анни, до них приїздить з офіційним візитом прем'єр-міністр. У подружжя як раз криза у відносинах: вони сваряться через те, що Нікола забув про їх ювілей. Але він переймається через політичний скандал за участю його міністерства внаслідок арешту міністра і його соратників стосовно спірної угоди приватизації. Він боїться, що теж може бути заарештований, так як він є єдиним автором доповіді з цієї угоди. Нікола хоче заховати і знищити компромат, який він тримає у себе вдома, що може зв'язати його з цією справою. Його побоювання і припущення, що він і його будинок прослуховується стають дедалі реальнішими протягом ночі. Несподівано до них приходить таємна поліція, а подружжя виявляє, що весь будинок прослуховується. Анна забуває про свій гнів й переймається за Ніколу. У розпалі параної Нікола намагається покінчити життя самогубством. Але після довгої, стомлюючої бурхливої ночі, Нікола примиряється з його долею і чекає світанку.

## У ролях
- Нікола Рістановський — Нікола
- Веріка Недеска — Анна
- Ігор Ангелов — Андов
- Борис Дамовський — Борис Пастернак
- Ніна Янкович — Ніна
- Сабіна Айрула — Света

## Виробництво
Фільм був знятий у Скоп'є за п'ять тижнів. 22 грудня 2013 року зйомки були завершені.